# بوليناس (إزار)
بوليناس هي بلدية في إزار في جنوب شرق فرنسا.